# Циколія Іраклій Гурамович
Іраклій Гурамович Циколія (нар. 26 травня 1987, Сухумі) — український футболіст грузинського походження, захисник.

## Біографія

### Клубна кар'єра
Вихованець київського футболу. Професійну кар'єру розпочав у команді «Динамо-3» (Київ) у 2004 році. Дебютував за клуб 24 липня у матчі Другої ліги проти тернопільської «Ниви», в якому відіграв всі 90 хвилин. За «Динамо-3» зіграв у сезоні 2004-05 19 матчів, а вже з наступного паралельно з матчами за третю команду став залучатись до ігор в чемпіонаті дублерів, в якому провів 10 матчів і забив 2 голи.
2006 року виступав у складі першолігового столичного ЦСКА, проте закріпитися в команді не зумів, зігравши лише один матч в чемпіонаті за «армійців».
2007 року перебрався до Фінляндії, де виступав за місцеві команди «Каяанін Хака», «Оулу», «Рованіємі» та «Торніон Палло-47».
На початку 2010 року перейшов в казахстанський «Тараз», за який виступав аж до літа, після чого повернувся на батьківщину, підписавши контракт з чернівецькою «Буковиною», за яку зіграв 69 офіційних матчів матчів.
11 лютого 2013 року контракт футболіста з клубом було розірвано за обопільною згодою і вже незабаром гравець приєднався до першолігового білоцерківського «Арсенала». Проте за підсумками сезону «каноніри» зайняли останнє 18 місце в Першій лізі та вилетіли до Другої і Циколія, зігравши за команду лише 6 матчів, покинув клуб.
В липні 2013 року Циколія повернувся до «Буковини». В лютому 2014 року підписав контракт із клубом «Нафтовик-Укрнафта» (Охтирка), за який виступав до серпня 2017 року. Провів у складі «охтирчан» 92 офіційних матча. З того ж місяця і до завершення 2017/18 сезону грав за ФК «Суми» (Суми).
Влітку підписав контракт з представником вищої ліги Грузії: «Колхеті» (Поті), за який виступав до завершення 2018 року. З березня 2019 виступає за інший грузинський клуб: «Шевардені» (Тбілісі), ця команда є представником другого за рангом дивізіону і має своєму активі ще ряд українських футболістів.

### Збірна
З 2003 по 2005 рік виступав за юнацькі збірні України різних вікових категорій, зігравши в загальній кількості 38 зустрічей.
2004 року у складі збірної України віком до 17 років був учасником Юнацького чемпіонату Європи, на якому зіграв у двох матчах, проте збірна не набрала жодного очка на турнірі і зайняла останнє місце в групі.